# Ballinasloe
Ballinasloe (Béal Átha na Slua em irlandês) é uma cidade no extremo leste do Condado de Galway na Irlanda.

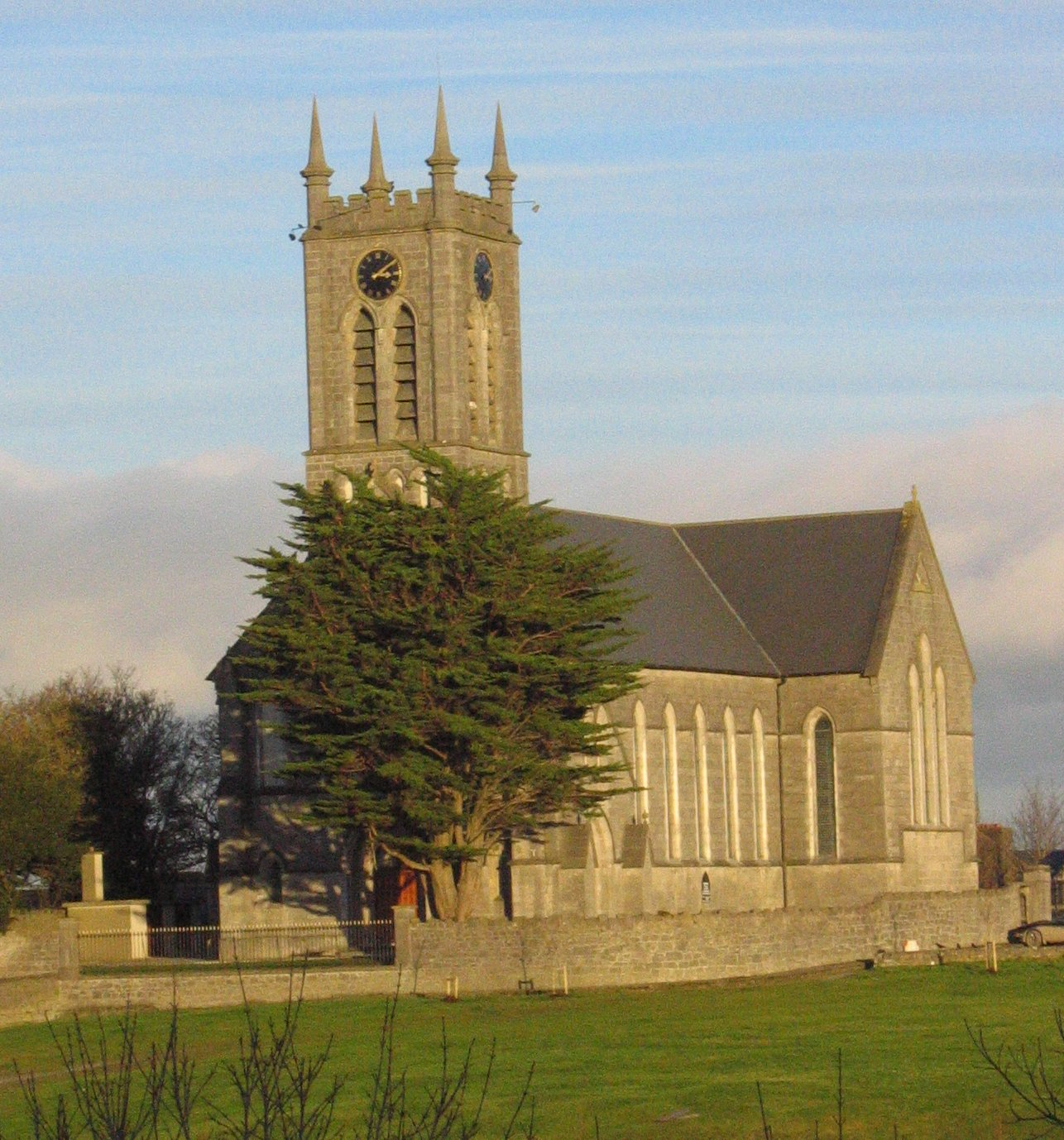
Igreja de São João, Ballinasloe